# كين فينتوري
كين فينتوري (بالإنجليزية: Ken Venturi)‏ هو لاعب غولف أمريكي، ولد في 15 مايو 1931 في سان فرانسيسكو في الولايات المتحدة، وتوفي في 17 مايو 2013 في رانتشو ميراج في الولايات المتحدة بسبب ذات الرئة.

## وصلات خارجية
- كين فينتوري على موقع رابطة لاعبي الغولف المحترفين (الإنجليزية)
- كين فينتوري على موقع IMDb (الإنجليزية)
- كين فينتوري على موقع إن إن دي بي (الإنجليزية)